# Черкаська селищна рада (Новомосковський район)
Черка́ська се́лищна ра́да — адміністративно-територіальна одиниця та орган місцевого самоврядування в Новомосковському районі Дніпропетровської області. Адміністративний центр — селище міського типу Черкаське.

## Загальні відомості
- Населення ради: 4 239 осіб (станом на 1 січня 2013 року)

## Населені пункти
Селищній раді підпорядковані населені пункти:
- смт Черкаське

## Склад ради
Рада складається з 20 депутатів та голови.
- Голова ради: Ніколюкін Павло Вікторович
- Секретар ради: Баранецька Людмила Миколаївна

### Керівний склад попередніх скликань
| Прізвище, ім'я, по батькові | Основні відомості                                                        | Дата обрання | Дата звільнення |
| --------------------------- | ------------------------------------------------------------------------ | ------------ | --------------- |
| Татоян Володимир Семенович  | Селищний голова, 2041 року народження, безпартійний                      | 26.03.2006   | 31.10.2010      |
| Ніколюкін Павло Вікторович  | Селищний голова, 1967 року народження, освіта вища, член Партії регіонів | 31.10.2010   |                 |

Примітка: таблиця складена за даними сайту Верховної Ради України

### Депутати
За результатами місцевих виборів 2010 року депутатами ради стали:

#### За суб'єктами висування
| Суб'єкт висування           | Кількість обраних депутатів | %  |
| --------------------------- | --------------------------- | -- |
| Комуністична партія України | 7                           | 35 |
| Самовисування               | 7                           | 35 |
| Партія регіонів             | 6                           | 30 |

#### За округами
| № округу                    | Прізвище, ім'я, по батькові       | Дата визнання обраним | Освіта             | Партійна приналежність                  | Відомості про обраного депутата               |
| --------------------------- | --------------------------------- | --------------------- | ------------------ | --------------------------------------- | --------------------------------------------- |
| Комуністична партія України |                                   |                       |                    |                                         |                                               |
| 2                           | Лихошерстов Володимир Миколайович | 02.11.2010            | вища               | член Комуністичної партії України       | АТ ЗТ"Агро-союз", охоронець                   |
| 4                           | Переверзєв Олександр Петрович     | 02.11.2010            | вища               | позапартійний                           | військова частина А 1214, ревізор             |
| 7                           | Щербатов Віктор Геннадійович      | 02.11.2010            | вища               | позапартійний                           | ТОВ «Венбест Днепр», оператор                 |
| 8                           | Бриксіна Антоніна Олександрівна   | 02.11.2010            | середня спеціальна | позапартійна                            | кондитерська фабрика «АВК», пакувальник       |
| 9                           | Дубовий Володимир Миколайович     | 02.11.2010            | середня            | позапартійний                           | ТОВ СЕТД, охоронець                           |
| 13                          | Пащенко Сергій Федорович          | 02.11.2010            | вища               | позапартійний                           | пенсіонер                                     |
| 16                          | Шипулін Валерій Геннадійович      | 02.11.2010            | середня            | позапартійний                           | будинкоуправління № 2, слюсар                 |
| Партія регіонів             |                                   |                       |                    |                                         |                                               |
| 1                           | Воловик Микола Миколайович        | 02.11.2010            | вища               | позапартійний                           | військова частина А 1302, військовослужбовець |
| 5                           | Баранецька Людмила Миколаївна     | 02.11.2010            | середня спеціальна | член Партії регіонів                    | Черкаська селищна рада, секретар              |
| 6                           | Вороніна Любов Іванівна           | 02.11.2010            | середня спеціальна | позапартійна                            | центр захисту населення, соціальний працівник |
| 10                          | Калантирський Сергій Петрович     | 02.11.2010            | вища               | член Партії регіонів                    | пенсіонер                                     |
| 11                          | Федорчук Микола Васильович        | 02.11.2010            | середня            | позапартійний                           | військова частина А 1302, військовослужбовець |
| 12                          | Яценко Юлія Миколаївна            | 02.11.2010            | вища               | позапартійна                            | військова частина А 1964, юрист               |
| Самовисування               |                                   |                       |                    |                                         |                                               |
| 3                           | Маляр Ольга Василівна             | 02.11.2010            | середня            | член Політичної партії «Сильна Україна» | тимчасово не працює                           |
| 14                          | Корчун Лілія Петрівна             | 02.11.2010            | вища               | член Політичної партії «Сильна Україна» | приватний підприємець                         |
| 15                          | Демиденко Георгій Миколайович     | 02.11.2010            | вища               | член Політичної партії «Сильна Україна» | пенсіонер                                     |
| 17                          | Шомахова Ольга Анатоліївна        | 02.11.2010            | вища               | позапартійна                            | Черкаська загальноосвітня школа, директор     |
| 18                          | Данилюк Зоя Сергіївна             | 02.11.2010            | вища               | член Політичної партії «Сильна Україна» | пенсіонер                                     |
| 19                          | Шум Валентина Іванівна            | 02.11.2010            | вища               | позапартійна                            | офіцерський гуртожиток, адміністратор         |
| 20                          | Литвиненко Ольга Олександрівна    | 27.12.2010            | вища               | член Партії регіонів                    | ГБО № 10, бухгалтер                           |